# Kenny Moore
Pour les articles homonymes, voir Moore.
(en) Statistiques sur pro-football-reference
Kenneth Moore Jr., né le 23 août 1995 à Valdosta, est un joueur américain de football américain. Il joue Cornerback en National Football League (NFL).